# 15. група хемијских елемената
15. група хемијских елемената или пниктогени је једна од 18 група у периодном систему елемената. Ова група је такође позната и као породица азота. Састоји се од елемената азот (N), фосфор (P), арсен (As), антимон (Sb), бизмут (Bi) и можда хемијски некарактерисани синтетички елемент московијум (Mc). У овој групи се налазе два неметала два металоида и два слабa метала. Сви елементи ове групе се јављају у природи сем унунпентијума који је вештачки добијен. У овој групи сви елементи су у чврстом агрегатном стању. Атомске масе ових елемената крећу се између 14,01 и 288. Ова група носи називе: азотова група хемијских елемената и VА група хемијских елемената.
У савременој IUPAC нотацији назива се Група 15. У  и старом IUPAC систему то је називано Група VA, односно Група VB (изговара се „група пет А“ и „група пет Б“, „V“ за римски број 5). У области физике полупроводника, она се и даље обично назива Група V. „Петица“ („V“) у историјским именима потиче од „пентаваленције“ азота, која се огледа у стехиометрији једињења као што је . Такође су се звана пентели.

## Својства

### Хемијска својства
Попут осталих група, и чланови ове групе показују сличности у својствима, попут броја валентних електрона, што значи да се слично понашају.
|     | Елемент    | Електрона по љусци                   |
| --- | ---------- | ------------------------------------ |
| 7   | азот       | 2, 5                                 |
| 15  | фосфор     | 2, 8, 5                              |
| 33  | арсеник    | 2, 8, 18, 5                          |
| 51  | антимон    | 2, 8, 18, 18, 5                      |
| 83  | бизмут     | 2, 8, 18, 32, 18, 5                  |
| 115 | московијум | 2, 8, 18, 32, 32, 18, 5 (предвиђено) |

Сви елементи имају 5 електрона у валентним љускама: 2 електрона у  подљусци и 3 неспарена електрона у  подљусци. Потребна су им 3 електрона како би достигли правило октета у валентној љусци, те су стога претежно тровалентни. најважнији елементи ове групе су азот (N), који је, као двоатомни молекул, главни састојак ваздуха, и fosfor (P), koji, uz азот, ima ključnu ulogu za sav život na planetu.

#### Једињења
Једињења елемената азотове групе понекад имају егзотична својства (дијамагнетизам или чак парамагнетизам на собној температури, прозирност, и стварање електричне струје при загрејавању. Једињења облика ; где је RE ретки земни метал (сви лантаноиди, скандијум и итријум); M је елемент угљеникове или борове групе; а Pn је елемент азотне групе осим азота; имају необична везна својства између јонских и ковалентних.
Елементи азотне групе изузетно су стабилни у једињењима, јер због своје електронске конфигурације, стварају двоструке и троструке ковалентне везе. Управо ово својство заслужно је за њихову потенцијалну токсичност, најочитију у једињењима фосфора, арсена или антимона. Кад њихова једињења реагују с разним једињењима унутар људског тела, стварају се слободни радикали које јетра не може лако да разгради, па се тамо накупљају.
Прва три елемента азотне групе: азот, фосфор, и арсен имају оксидацијски број −3. Антимон и бизмут могу имати оксидацијски број +3 (чиме губе електроне p-подљуске) или +5 (чиме губе електроне p- и s-подљуске).
Елементи азотне групе могу реаговати с водоником, при чему стварају хидриде (попут азотних хидрида одн. амонијака).

#### Оксидациона стања
Лаки пниктогени (азот, фосфор и арсен) имају тенденцију да формирају -3 наелектрисања када се редукују, довршавајући свој октет. Када су оксидовани или јонизовани, пниктогени обично попримају оксидационо стање од +3 (губећи сва три електрона p-љуске у валентној љусци) или +5 (губивши сва три p-љуске и оба електрона s-љуске у валентној љусци). Међутим, тежи пниктогени имају већу вероватноћу да формирају оксидационо стање +3 него лакши због тога што електрони s-љуске постају све више стабилизовани.

##### −3 оксидационо стање
Пниктогени могу да реагују са водоником да би формирали пниктоген хидриде као што је амонијак. Идући низ групу, до фосфана (фосфина), арсана (арсина), стибана (стибина) и коначно бизмутана (бизмутина), сваки пниктоген хидрид постаје прогресивно мање стабилан (нестабилнији), токсичнији и има мањи водоник-водоник угао (од 107,8° у амонијаку до 90,48° у бизмутану). (Такође, технички, само амонијак и фосфан имају пниктоген у -3 оксидационом стању, јер је за остатак, пниктоген мање електронегативан од водоника.)
Кристалне чврсте материје које садрже у потпуности редуковане пниктогене укључују итријум нитрид, калцијум фосфид, натријум арсенид, индијум антимонид, па чак и двоструке соли као што је алуминијум галијум индијум фосфид. Ово укључује III-V полупроводнике, укључујући галијум-арсенид, други најраспрострањенији полупроводник после силицијума.

##### +3 оксидационо стање
Азот формира ограничен број стабилних III једињења. Азот(III) оксид се може изоловати само на ниским температурама, а азотаста киселина је нестабилна. Азот трифлуорид је једини стабилан азот трихалид, при чему су азот трихлорид, азот трибромид и азот тријодид експлозивни - азот тријодид је толико осетљив на удар да га додир пера детонира (последња три заправо садрже азот у -3 оксидационом стању). Фосфор формира +III оксид који је стабилан на собној температури, фосфорну киселину и неколико трихалида, иако је тријодид нестабилан. Арсен формира +III једињења са кисеоником као арсенити, арсенитна киселина и арсеник(III) оксид, и формира сва четири трихалида. Антимон формира антимон(III) оксид и антимонит, али не и оксикиселине. Његови трихалиди, антимон трифлуорид, антимон трихлорид, антимон трибромид и антимон тријодид, као и сви пниктоген трихалиди, имају тригоналну пирамидалну молекуларну геометрију.
Оксидационо стање +3 је најчешће оксидационо стање бизмута јер је његова способност да формира оксидационо стање +5 ометана релативистичким својствима на тежим елементима, ефекти који су још израженији код московијума. Бизмут(III) формира оксид, оксихлорид, оксинитрат и сулфид. Предвиђа се да се московијум(III) понаша слично као бизмут(III). Такође се предвиђа се да московијум формира сва четири трихалида, од којих су сви осим трифлуорида растворљиви у води. Такође је предвиђено да формира оксихлорид и оксибромид у +III оксидационом стању.

##### +5 оксидационо стање
За азот, +5 стање обично служи само као формално објашњење молекула као што је N2O5, пошто висока електронегативност азота узрокује да се електрони деле скоро равномерно. Пниктогена једињења са координационим бројем 5 су хипервалентна. Азот(V) флуорид је само теоретски концепт и није синтетисан. „Право“ +5 стање је чешће за суштински нерелативистичке типичне пниктогене фосфора, арсена и антимона, као што је приказано у њиховим оксидима, фосфор(V) оксид, арсеник(V) оксид и антимон(V) оксид, и њихови флуориди, фосфор(V) флуорид, арсен(V) флуорид, антимон(V) флуорид. Они такође формирају сродне флуорид-анјоне, хексафлуорофосфат, хексафлуороарсенат, хексафлуорантимонат, који функционишу као некоординациони анјони. Фосфор чак формира мешовите оксид-халиде, познате као оксихалиди, као што је фосфор оксихлорид, и мешане пентахалиде, као што је фосфор трифлуородихлорид. Пентаметилпниктоген(V) једињења постоје за арсен, антимон и бизмут. Међутим, за бизмут, +5 оксидационо стање то постаје ретко због релативистичке стабилизације 6s орбитала познате као ефекат инертног пара, тако да се 6s електрони нерадо хемијски везују. Ово узрокује да бизмут(V) оксид буде нестабилан и бизмут(V) флуорид да буде реактивнији од осталих пниктоген пентафлуорида, што га чини изузетно моћним средством за флуорисање. Овај ефекат је још израженији за московијум, спречавајући га да постигне +5 оксидационо стање.

##### Друга оксидациона стања
- Азот формира различита једињења са кисеоником у којима азот може попримити различита оксидациона стања, укључујући +II, +IV, па чак и нека једињења мешане валентности и веома нестабилно +VI оксидационо стање.
- У хидразину, дифосфану и органским дериватима њих двоје, атоми азота или фосфора имају -2 оксидационо стање. Слично, диимид, који има два атома азота двоструко везана један за други, и његови органски деривати имају азот у оксидационом стању од -1.
  - Слично, реалгар има везе арсен-арсен, тако да је оксидационо стање арсена +II.
  - Кореспондирајуће једињење за антимон је Sb2(C6H5)4, где је оксидационо стање антимона +II.
- Фосфор има +1 оксидационо стање у хипофосфорастој киселини и +4 оксидационо стање у хипофосфорној киселини.
- Антимон тетроксид је једињење мешовите валенције, где је половина атома антимона у +3 оксидационом стању, а друга половина у +5 оксидационом стању.
- Очекује се да ће московијум имати ефекат инертног пара и за 7s и за 7p1/2 електроне, пошто је енергија везивања усамљеног 7p3/2 електрона приметно нижа од оне код 7p1/2 електрона. Предвиђа се да ће ово довести до тога да +I буде уобичајено оксидационо стање за московијум, иако се такође јавља у мањој мери за бизмут и азот.[11]

### Физичка својства
Азотна група састоји се од два неметала (један гасовити, други чврст), два полуметала, и једног метала.  Сви су елементи чврстог агрегатног стања при собној температури осим гасовитог азота. Азот и бизмут, иако су у истој групи, имају изражено различита физичка својства. На собној температури, на пример, азот је прозиран неметални плин, док је бизмут сребрна чврста материја изражених металних својстава.
Густине елемената повећавају се повећањем периоде, према табели:
| Елемент | Густина при СТП | Топљење/°       | Врење/°         | Кристална структура     |
| ------- | --------------- | --------------- | --------------- | ----------------------- |
| Азот    | 0,001251 g/cm3      | -210            | -196            | шестоугаона             |
| Фосфор  | 1,82 g/cm3          | 44              | 280             | кубна                   |
| Арсен   | 5,72 g/cm3          | 603 (сублимира) | 603 (сублимира) | Ромбоидни паралелопипед |
| Антимон | 6,68 g/cm3          | 631             | 1587            | Ромбоидни паралелопипед |
| Бизмут  | 9.79 g/cm3          | 271             | 1564            | Ромбоидни паралелопипед |

### Нуклеарна својства
Сви пниктогени до антимона имају најмање један стабилан изотоп; бизмут нема стабилне изотопе, али има примордијални радиоизотоп са временом полураспада много дужим од старости универзума (209Bi); и сви познати изотопи московијума су синтетички и високо радиоактивни. Поред ових изотопа, у природи се јављају трагови  13N, 32P, и 33P, заједно са различитим изотопима бизмута (осим 209Bi) у ланцима распада торијума и уранијума.

## Добијање

### Азот
Азот се добија фракцијском дестилацијом ваздуха.

### Фосфор
Фосфор се добија редукцијом фосфата уз присуство угљеника у електролучној пећи.

### Арсен
Арсен се добија загревањем минерала арсенопирита уз присуство кисеоника. Ово ствара , из којег се угљеничном редукцијом добија арсен. Метални арсен је могуће добити и загрејавањем арсенопирита на 650 до 700 ° без кисеоника.

### Антимон
Код сулфидних руда, начин на који се производи антимон зависи од количине антимона у сировој руди. Ако руда садржи 25% до 45% антимона по маси, тада се сирови антимон производи топљењем руде у високој пећи. Ако руда садржи 45% до 60% тежински антимона, антимон се добија загревањем руде, што је такође познато као ликвидација. Руде са више од 60 % мас. антимона хемијски се премештају гвозденим струготинама из растопљене руде, што резултира нечистим металом.
Ако оксидна руда антимона садржи мање од 30 % мас. aнтимона, руда се редукује у високој пећи. Ако руда садржи приближно 50 % мас. aнтимона, руда се уместо тога редукује у ревербераторној пећи.
Руде антимона са мешаним сулфидима и оксидима се топе у високој пећи.

### Бизмут
Минерали бизмута се јављају у природи, посебно у облику сулфида и оксида, али је економичније произвести бизмут као нуспродукт топљења руда олова или, као у Кини, руда волфрама и цинка.

### Московијум
Може се произвести неколико атома московијума појединачном применом акцелератора честица испаљивањем снопа јона калцијума-48 на америциум док се језгра не стопе.

## Примена
- Течни азот користи се као криогена течност.[12]
- Азот, главни састојак амонијака, кључан је за живот биљака.[12]
- Фосфор се користи за израду шибица и експлозива.[12]
- Фосфатна ђубрива су кључан део узгоја биљака.[12]
- Арсен се у прошлости користио за израду зелене боје, али открићем његове токсичности, престао се користити за израду боје.[12]
- Арсен се у органским једињењима понекад користи у храни за кокошке.[12]
- Легуре антимона и олова користе се у изради неких метака.[12]
- Prosečni čovek (70 kg) у телу садржи 1,8 kg азота, 480 грама фосфора, 7 mg арсена, 2 mg антимона и мање од 500 микрограма бизмута.[20]

## Отровност
Азот није отрован, али удисање чистог азота узрокује гушење. Мехурићи азота у крви узрокују декомпресијску болест. Многа једињења азота, попут азотног цијанида или разних експлозива веома су опасна.
Бели фосфор, алотропска модификација фосфора, веома је отрован, смртна доза је 1 милиграм по килограму телесне тежине. Бели је фосфор веома запаљив. Нека органска једињења фосфора могу блокирати одређене ензиме људског тела, што може довести до смрти.
Елементарни арсен је отрован, као и многа његова неорганска једињења; међутим, нека органска једињења арсена могу убрзати раст кокошака. Смртна доза арсена за одраслог човека је 200 милиграма.
Антимон је благо токсичан. У већим дозама, антимон узрокује повраћање, након чега се жртва привидно опорави, али умре након пар дана. Антимон се веже на ензиме, и тешко га је уклонити из тела. Стибин, SbH3 је знатно токсичнији од чистог антимона.
Бизмут није токсичан, али превелика конзумација може оштетити јетру. Конзумација топљивих бизмутових соли може зацрнити зубно месо.